# Shaktipat
Shaktipat ou Śaktipāta (Sanskrit, de Śakti - « énergie (psychique) » - et pāta, « descente ») fait référence dans l'Hindouisme à la transmission « d'énergie » spirituelle à une personne par une autre. 
Shaktipat, peut être transmise par un mot sacré ou mantra, ou par le regard, la pensée ou le touche ; – dans ce cas, généralement à l'ajna chakra ou troisième œil du destinataire.
Shaktipat est considéré comme un acte de grâce (anugraha) de la part du maître ou du divin. Elle ne peut pas être imposée par la force, ni par le donneur ni par le récipiendaire. La conscience même du dieu ou du guru est supposée pénétrer la conscience du disciple, constituant une initiation à l'école ou à la famille spirituelle (Kaula) du maître. Il est dit que Shaktipat peut être transmise en personne ou à distance, par l'intermédiaire d'un objet tel qu'une photo, une fleur ou un fruit.

## Niveaux d'intensité

### Les niveaux
Le Shivaïsme du Cachemire, classe Śaktipāta selon son intensité comme suit :  
- tīvra-tīvra-śaktipāta - Grâce Suprême Intense - qui produit immédiatement l'identité avec Śiva et la libération; un tel être devient un maître siddha  et accorde la grâce depuis sa demeure (Siddhaloka), directement dans le cœur des aspirants[5] méritants
- tīvra-madhya-śaktipāta - Grâce Suprême Modérée - un tel être devient spirituellement illuminé et libéré par lui-même, en s'appuyant directement sur Śiva, sans avoir besoin d'initiation ou d'instruction d'un Guru extérieur. Ceci est facilité par un éveil intense de l'intuition spirituelle (pratibhā) qui élimine immédiatement l'ignorance.
- tīvra-manda-śaktipāta - Grâce Suprême Faible - la personne qui a reçu cette grâce, désire fortement trouver un Guru approprié, mais elle n'a pas besoin d'instruction, mais un simple contact, un regard ou tout simplement être en la présence de son maître suffit à déclencher en elle l'état d'illumination.
- madhya-tīvra-śaktipāta - Grâce Moyenne Intense - un disciple qui reçoit cette grâce désire instruction et initiation par un Guru parfait; avec le temps il devient éclairé. Cependant, il n'est pas totalement absorbé dans cet état au cours de sa vie et il atteint l'état permanent de fusion avec Śiva après la fin de sa vie[6].
- madhya-madhya-śaktipāta - Grâce Moyenne Modérée - un tel disciple recevra l'initiation de son Guru et un désir intense d' atteindre la libération, mais en même temps il a encore du désir pour des joies et plaisir divers; après la fin de sa vie, il continue dans un paradis qui satisfait tous ses désirs et après avoir reçu une nouvelle initiation de son maître il réalise l' union permanente avec Śiva[7].
- madhya-manda-śaktipāta - Grâce Moyenne Faible est similaire à Grâce Moyenne Modérée sauf que dans ce cas, l'aspirant désire davantage les plaisirs de la vie que l'union avec Śiva; il a besoin de se réincarner à nouveau comme un chercheur spirituel pour atteindre la libération.
- manda - Grâce faible - pour ceux qui reçoivent ce niveau de grâce, l'aspiration à l'union avec Śiva n'est présente que dans les moments de détresse et de souffrance; la grâce de Śiva doit travailler en eux de nombreuses vies avant que la libération spirituelle ne se produise[8].

### Table
| Type de grâce spirituelle                     | Quand intervient le moment de la libération?           | Ce qu'il est nécessaire pour atteindre la libération?        | Quelle est la caractéristique principale du destinataire de la grâce? |
| --------------------------------------------- | ------------------------------------------------------ | ------------------------------------------------------------ | --------------------------------------------------------------------- |
| tīvra-tīvra-śaktipāta Grâce Suprême Intense   | Immédiat                                               | Rien de l'extérieur, seulement la grâce de Śiva              | Capacité à abandonner la dualité                                      |
| tīvra-madhya-śaktipāta Grâce Suprême Modérée  | Immédiat                                               | Rien de l'extérieur, seulement la grâce de Śiva              | L'intuition de la non-dualité                                         |
| tīvra-manda-śaktipāta Grâce Suprême Faible    | Après avoir rencontré un Guru                          | La présence de physique du Guru                              | L'abandon total de à son Guru                                         |
| madhya-tīvra-śaktipāta Grâce Moyenne Intense  | A la fin de la vie physique                            | L'initiation et l'instruction d'un Guru                      | Intense aspiration spirituelle                                        |
| madhya-madhya-śaktipāta Grâce Moyenne Modérée | Après avoir vécu quelque temps dans un coin de paradis | L'initiation et l'instruction d'un Guru                      | L'aspiration spirituelle est plus intense que les désirs mondains     |
| madhya-manda-śaktipāta Grâce Moyenne faible   | Dans la prochaine incarnation physique                 | L'initiation et l'instruction d'un Guru                      | Aspiration spirituelle plus faible que les désirs mondains            |
| manda Grâce faible                            | Après de nombreuses vies de progrès par étapes         | L'initiation et l'instruction d'un Guru et beaucoup de temps |                                                                       |

## Descriptions
Swami Muktananda, dans son livre le Jeu de la Conscience, décrit en détail son expérience quand il a reçu shaktipat, l'initiation de son Guru Bhagawan Nityananda et le développement spirituel qui s'est ensuivi après cet événement.
Paul Zweig a écrit son expérience quand il a reçu shaktipat de Muktananda. Dans le même livre, Itzhak Bentov décrit ses mesures en laboratoire de l 'éveil de la Kundalini par shaktipat, une étude tenue en haute estime par Satyananda Saraswati, fondateur de la Bihar School of Yoga, et par Hiroshi Motoyama, auteur de Théories des Chakras.
Barbara Brennan décrit shaktipat comme la projection de l'aura du Guru sur le disciple qui acquiert de ce fait le même état mental, d'où l'importance du niveau spirituel du guru. Les phénomènes physiologiques de la montée de la kundalini se manifestent alors naturellement.
Dans son livre Building a Noble World, Shiv R. Jhawar décrit son expérience de Shaktipat lors d'un programme en public de Swami Muktananda à Lake Point Tower à Chicago en Septembre 16, 1974 de la façon suivante :
« Baba [Swami Muktananda] avait juste commencé son discours en déclarant « Le sujet aujourd'hui est la méditation. La question cruciale est: sur quoi méditer? ». Poursuivant son discours, Baba a dit : « Kundalini commence à danser quand on répète Om Namah Shivaya. » En entendant cela, quand j'ai répété mentalement le mantra, j'ai remarqué que ma respiration devenait plus profonde. Soudain, j'ai ressenti l'impact d'une force puissante qui s'élevait à l'intérieur de moi. L'intensité de l'énergie kundalini était tellement énorme que mon corps s'éleva un peu et je suis tombé de tout mon long dans l'allée; mes lunettes ont été éjectées. Je suis resté ainsi les yeux fermés et voyais un flot continu éblouissant de lumières blanches en éruption à l'intérieur de moi. Ces lumières éblouissantes étaient plus lumineuses que le soleil, mais ne dégageaient pas de chaleur. Je faisais l'expérience de l'état libre de pensée de Je suis, et je réalisais que Je avais toujours été, et continuera d'être, éternel. J'étais pleinement conscient que je faisais l'expérience du pur Je suis, un état de bonheur suprême. Extérieurement, à ce moment précis, Baba a crié avec joie depuis son podium... mene kuch nahi kiya; kisiko shakti ne pakda (Je n'ai rien fait. L'Énergie a pris quelqu'un). Baba a remarqué que cet éveil spectaculaire de la kundalini en moi avait effrayé certaines personnes dans le public. Par conséquent, il a dit : N'ayez pas peur. Parfois pour certaines personnes, kundalini s'éveille de cette façon ».